# ミヤマリンドウ
ミヤマリンドウ（深山竜胆、学名：Gentiana nipponica）は、リンドウ科リンドウ属の多年草の高山植物。

## 特徴
茎の基部が長く這い、茎先が立ち上がり、高さは5-10cmになる。茎はやや赤紫色を帯びる。葉は茎に対生し、葉の形は小型の卵状長楕円形で、長さは5-10mm、やや厚め。花期は7-9月で、茎の上部に長さ15-22mmの青紫色の花を4個ほど付ける。花冠は5つに裂けており裂片の間に小さく副片がある。
- 福島県会津駒ヶ岳
- 福島県西吾妻山
- 福島県飯豊山

## 分布と生育環境
北海道、本州の中部以北に分布し、高山帯の湿原や湿り気のある場所に自生する。

## 変種
- イイデリンドウ（飯豊竜胆、学名：Gentiana nipponica var. robusta ）

飯豊山に特産する、花冠がやや大型の変種で、開花時に花冠副片が直立する。
- 福島県飯豊山

## 近縁種
- ハルリンドウ（春竜胆、学名：Gentiana thunbergii ）
- タテヤマリンドウ（立山竜胆、学名：Gentiana thunbergii var. minor ）
- フデリンドウ（筆竜胆、学名：Gentiana zollingeri ）
- コケリンドウ（苔竜胆、学名：Gentiana squarrosa ）